# Barbara Šerbec - Šerbi
Barbara Šerbec (bolje znana kot Šerbi), slovenska pevka zabavne glasbe; *25. december 1960, † 15. februar 2019, Rakičan.
Bila je pevka nekdanje skupine Agropop, kot samostojna podjetnica se je ukvarjala z gostinstvom, sicer pa je bila uradnica.
V začetku devetdesetih let je na Kanalu A s Tomažem Sršenom vodila gurmansko oddajo Epikurejske zgodbe.
V zadnjem obdobju življenja se je ubadala s hudimi zdravstvenimi in finančnimi težavami. Zaradi hude sladkorne bolezni je ostala brez obeh nog. Umrla je 15. februarja 2019 v Splošni bolnišnici Murska Sobota v Rakičanu.
Junija 2010 so slovenski glasbeniki Saša Lendero, Tanja Žagar, Miran Rudan, Branko Jovanovič - Brendi, Aleš Bartol (Mambo Kings), Samuel Lucas in Aleš Klinar - Klinči priložnostno sestavili "Šerbi band aid" in posneli novo različico skladbe Debela deklca, odrekli so se honorarju in del od prodaje namenili Šerbi, ki je bila takrat v hudi osebni in zdravstveni stiski.